# Coelatura ratidota
Coelatura ratidota é uma espécie de bivalve da família Unionidae.
Pode ser encontrada nos seguintes países: Quénia e Tanzânia.
Os seus habitats naturais são: rios e rios intermitentes.